# Екатерина Алексеевна
О великой княгине Екатерине Алексеевне см. Екатерина II
Екатери́на Алексе́евна (27 ноября [7 декабря] 1658, Москва — 1 [12] мая 1718, Москва) — царевна, дочь Алексея Михайловича и Марии Милославской.

## Биография
По преданию, в 1658 году, перед рождением дочери Алексею Михайловичу привиделся во сне образ св. великомученицы Екатерины Александрийской, поэтому дочь получила это нетипичное для Романовых имя. На месте видения была основана Екатерининская мужская пустынь (за селом Царицыно). В связи с этим, царь имел особое усердие в посещении Екатерининской церкви в Московском кремле, куда довольно часто ходила на богослужения и сама царевна.
Во время Хованщины 1682 года Андрей Иванович Хованский обвинялся в том, что якобы с помощью женитьбы на ней намеревался захватить престол.
В 1683 году иностранец её описывает: «Екатерина — носит шапку и платье в польском вкусе (вроде „tuztuka“ с широкими рукавами); забросила московские кафтаны, перестала заплетать волосы в одну косу».
В 1684 году распорядилась построить Новый собор Донского монастыря. После Стрелецкого бунта 1698 года царевна была арестована, но затем оправдана и освобождена.
Как и другие её сёстры, умерла незамужней. «Она единственная [из своих родных сестёр], держась в стороне от политических событий своего времени, не испытала на себе гнева Петра I» в первый период его царствования. Вместе с царевичем Алексеем Петровичем крестила Марту Скавронскую, будущую императрицу Екатерину I Алексеевну.
Скончалась у себя дома на Девичьем поле.
Похоронена в Смоленском соборе Новодевичьего монастыря.